# Muntele Logan
Muntele Logan (Mount Logan) are altitudinea de 5.959 m deasupra n.m. și face parte din masivul Munților Saint Elias, fiind situat în partea de sud vest a teritoriului Yukon, Canada. 
După Mount McKinley (6.195 m), este al doilea munte ca înălțime din America de Nord și cel mai înalt munte din Canada. Muntele a fost descoperit în anul 1990 de geologul Sir William Edmond Logan al cărui nume îl poartă din anul 1991. În prezent sunt cunoscute 13 rute de escaladare a lui, muntele fiind considerat ca unul din cele mai dificile piscuri de escaladat din America de Nord. Din cauza dificultăților întâmpinate la prima escaladare a lui, alpiniștii au fost nevoiți să facă un ocol de 180 km.